# Geldermalsen
Geldermalsen és un municipi de la província de Gelderland, al centre-oest dels Països Baixos. L'1 de gener del 2009 tenia 26.275 habitants repartits sobre una superfície de 101,67 km² (dels quals 1,95 km² corresponen a aigua). Limita al nord amb Culemborg i Buren, a l'oest amb Leerdam, a l'est amb Tiel i al sud amb Neerijnen.

## Centres de població
Acquoy, Beesd, Buurmalsen, Deil, Enspijk, Geldermalsen, Gellicum, Meteren, Rhenoy, Rumpt i Tricht.

## Administració
El consistori consta de 21 membres, compost per:
- Partit del Treball, (PvdA) 5 regidors
- Crida Demòcrata Cristiana, (CDA) 4 regidors
- Dorpsbelangen, 4 regidors
- Partit Popular per la Llibertat i la Democràcia, (VVD) 4 regidors
- SGP, 3 regidors
- Demòcrates 66, 1 regidor